# Johann Lepenant
Johann Théo Tom Lepenant (Granville, Francia, 22 de octubre de 2002) es un futbolista francés que juega como centrocampista en el F. C. Nantes de la Ligue 1.

## Trayectoria
Debutó como profesional en el S. M. Caen el 12 de septiembre de 2020.
El 22 de junio de 2022 firmó un contrato de cinco años con el Olympique de Lyon. Tras los dos primeros, en los que marcó un gol en 37 partidos de la Ligue 1, fue cedido al F. C. Nantes.

## Estadísticas

### Clubes
Actualizado al último partido disputado el 27 de octubre de 2024.
| Club                         | Div.          | Temporada     | Liga  | Liga  | Liga   | Copas nacionales | Copas nacionales | Copas nacionales | Copas internacionales | Copas internacionales | Copas internacionales | Total | Total | Total  |
| Club                         | Div.          | Temporada     | Part. | Goles | Asist. | Part.            | Goles            | Asist.           | Part.                 | Goles                 | Asist.                | Part. | Goles | Asist. |
| ---------------------------- | ------------- | ------------- | ----- | ----- | ------ | ---------------- | ---------------- | ---------------- | --------------------- | --------------------- | --------------------- | ----- | ----- | ------ |
| S. M. Caen II Francia        | 5.ª           | 2019-20       | 1     | 0     | 0      | —                | —                | —                | —                     | —                     | —                     | 1     | 0     | 0      |
| S. M. Caen II Francia        | 4.ª           | 2020-21       | 7     | 0     | 0      | —                | —                | —                | —                     | —                     | —                     | 7     | 0     | 0      |
| S. M. Caen II Francia        | Total club    | Total club    | 8     | 0     | 0      | 0                | 0                | 0                | 0                     | 0                     | 0                     | 8     | 0     | 0      |
| S. M. Caen Francia           | 2.ª           | 2020-21       | 19    | 0     | 0      | 2                | 0                | 0                | —                     | —                     | —                     | 21    | 0     | 0      |
| S. M. Caen Francia           | 2.ª           | 2021-22       | 35    | 0     | 1      | —                | —                | —                | —                     | —                     | —                     | 35    | 0     | 1      |
| S. M. Caen Francia           | Total club    | Total club    | 54    | 0     | 1      | 2                | 0                | 0                | 0                     | 0                     | 0                     | 56    | 0     | 1      |
| Olympique de Lyon Francia    | 1.ª           | 2022-23       | 31    | 1     | 2      | 2                | 0                | 0                | —                     | —                     | —                     | 33    | 1     | 2      |
| Olympique de Lyon Francia    | 1.ª           | 2023-24       | 6     | 0     | 0      | —                | —                | —                | —                     | —                     | —                     | 6     | 0     | 0      |
| Olympique de Lyon Francia    | Total club    | Total club    | 37    | 1     | 2      | 2                | 0                | 0                | 0                     | 0                     | 0                     | 39    | 1     | 2      |
| Olympique de Lyon II Francia | 5.ª           | 2023-24       | 3     | 0     | 0      | —                | —                | —                | —                     | —                     | —                     | 3     | 0     | 0      |
| Olympique de Lyon II Francia | Total club    | Total club    | 3     | 0     | 0      | 0                | 0                | 0                | 0                     | 0                     | 0                     | 3     | 0     | 0      |
| F. C. Nantes Francia         | 1.ª           | 2024-25       | 8     | 2     | 1      | 0                | 0                | 0                | —                     | —                     | —                     | 8     | 2     | 1      |
| F. C. Nantes Francia         | Total club    | Total club    | 8     | 2     | 1      | 0                | 0                | 0                | 0                     | 0                     | 0                     | 8     | 2     | 1      |
| Total carrera                | Total carrera | Total carrera | 110   | 3     | 4      | 4                | 0                | 0                | 0                     | 0                     | 0                     | 114   | 3     | 4      |